# 巴尔比亚诺
巴尔比亚诺（義大利語：Barbiano），是意大利北部波尔扎诺自治省的一个市镇，位于其省会波尔查诺的东北方约15公里处。ISTAT代码为021007。

## 地理
于2010年11月30日的人口总计为1,601人，人口密度65.6人/平方公里，总面积24.4平方公里。
巴尔比亚诺毗邻以下的市镇：卡斯泰尔罗托，拉伊翁，蓬泰加尔德纳，雷农，和维兰德罗。

## 社会

### 语言分布
根据2011年的人口普查，有97.53%的居民以德语为第一语言，其余的居民以意大利语和拉登语为第一语言，分别占人口的1.87%和0.60%。
| 语言     | 1991   | 2001   | 2011   |
| -------- | ------ | ------ | ------ |
| 德语     | 94.80% | 97.47% | 97.53% |
| 意大利语 | 4.56%  | 2.02%  | 1.87%  |
| 拉登语   | 0.64%  | 0.51%  | 0.60%  |